# Eurata pictula
Eurata pictula là một loài bướm đêm thuộc phân họ Arctiinae, họ Erebidae.